# Maks Mirny
Maks Mirny (biał.: Максім Мікалаевіч Мірны, Maksim Mikałajewicz Mirny; ros.: Максим Николаевич Мирный, Maksim Nikołajewicz Mirny; ur. 6 lipca 1977 w Mińsku) – białoruski tenisista, lider rankingu deblowego, zwycięzca 10 turniejów wielkoszlemowych w grze podwójnej i mieszanej, dwukrotny triumfator ATP Finals oraz złoty medalista Letnich Igrzysk Olimpijskich 2012 w grze mieszanej.

## Życie prywatne
10 lipca 2004 roku poślubił w Mińsku Ksenię. Mają troje dzieci: córki Melanię (ur. 16 grudnia 2004), Petrę (ur. 8 marca 2007) i syna Demida (ur. 10 listopada 2009).

## Działalność charytatywna
W listopadzie 2002 roku otrzymał tytuł ambasadora ds. AIDS na Białorusi z ramienia ONZ.

## Kariera tenisowa
Karierę zawodową rozpoczął w roku 1996. Cechował go mocny serwis i forhend, a większość akcji starał się kończyć wolejami. Był tenisistą praworęcznym, z jednoręcznym bekhendem.
W grze pojedynczej wygrał jeden turniej z cyklu ATP World Tour, w roku 2003 podczas rozgrywek w Rotterdamie. Pojedynek finałowy rozegrał z Raemonem Sluiterem, którego pokonał 7:6(3), 6:4. Trzykrotnie grał również w finałach imprez ATP World Tour, najpierw w roku 2001 w Stuttgarcie, a w roku 2005 w Memphis oraz Nottingham. W Wielkim Szlemie najlepszym singlowym wynikiem Białorusina jest ćwierćfinał US Open z 2002 roku. Najwyżej sklasyfikowany w rankingu singlistów był w sierpniu 2003 roku na 18. miejscu.
W grze podwójnej Mirny wygrał w przeciągu swojej kariery 52 turnieje rangi ATP World Tour. Do jego największych osiągnięć deblowych zalicza się czterokrotne zwycięstwo w latach 2005, 2006, 2011 i 2012 we French Open oraz triumfy w latach 2000 i 2002 w US Open. W 2006 i 2011 roku Mirny odniósł wygraną w turnieju ATP World Tour Finals, w którym gra osiem najlepszych par z całego sezonu. Ponadto Białorusin 46 razy przegrał finały rozgrywek ATP World Tour, w tym cztery razy w Wielkim Szlemie i dwukrotnie w ATP Finals. Dnia 9 czerwca 2003 roku został liderem rankingu deblistów.
W grze mieszanej Mirny wygrał cztery tytuły wielkoszlemowe, w tym dwa z Sereną Williams – w 1998 roku wspólnie wygrali Wimbledon i US Open. Trzecie zwycięstwo Białorusin odniósł w roku 2007, wygrywając wspólnie z Wiktoryją Azaranką na US Open. Czwarty triumf zanotował podczas US Open 2013, triumfując wspólnie z Andreą Hlaváčkovą. Ponadto Mirny czterokrotnie był finalistą zawodów wielkoszlemowych w mikście, najpierw z Sereną Williams podczas Australian Open z 1999 roku, potem z Anną Kurnikową podczas US Open z 2000 roku, z Wiktoryją Azaranką w Australian Open z 2007 roku oraz z Chan Hao-ching na Wimbledonie w sezonie 2014. Podczas Letnich Igrzysk Olimpijskich 2012 razem z Azaranką zdobył złoty medal.
Mirny rozegrał najwięcej spotkań w historii reprezentacji Białorusi w Pucharze Davisa. Szczególną popularność przyniósł mu rok 2004, kiedy (wraz z Uładzimirem Wałczkouem) przyczynił się do awansu Białorusi do półfinału tych rozgrywek, po zwycięstwach z Rosją i Argentyną; lepsi od Białorusinów okazali się w półfinale Amerykanie. Rok wcześniej Mirny dzięki zwycięstwom singlowym (m.in. nad Rainerem Schüttlerem) w meczu z Niemcami zapewnił Białorusi awans do „grupy światowej” – najwyższej klasy rozgrywek w Pucharze Davisa. Te osiągnięcia (a także występy w cyklu zawodowym) przyniosły Mirnemu najwyższe odznaczenia państwowe, był również poważnym kandydatem do pełnienia funkcji chorążego na igrzyskach olimpijskich w Atenach.

### Finały w turniejach ATP World Tour
| Legenda                                      |
| -------------------------------------------- |
| Wielki Szlem                                 |
| Igrzyska olimpijskie                         |
| Tennis Masters Cup / ATP Finals              |
| ATP Masters Series / ATP Tour Masters 1000   |
| ATP International Series Gold / ATP Tour 500 |
| ATP International Series / ATP Tour 250      |

#### Gra pojedyncza (1–3)
| Końcowy wynik | Nr | Data                 | Turniej    | Nawierzchnia  | Przeciwnik      | Wynik finału  |
| ------------- | -- | -------------------- | ---------- | ------------- | --------------- | ------------- |
| Finalista     | 1. | 21 października 2001 | Stuttgart  | Twarda (hala) | Tommy Haas      | 2:6, 2:6, 2:6 |
| Zwycięzca     | 1. | 23 lutego 2003       | Rotterdam  | Twarda (hala) | Raemon Sluiter  | 7:6(3), 6:4   |
| Finalista     | 2. | 20 lutego 2005       | Memphis    | Twarda (hala) | Kenneth Carlsen | 5:7, 5:7      |
| Finalista     | 3. | 19 czerwca 2005      | Nottingham | Trawiasta     | Richard Gasquet | 2:6, 3:6      |

#### Gra mieszana (5–4)
| Końcowy wynik | Nr | Data             | Turniej                    | Nawierzchnia | Partnerka          | Przeciwnicy                          | Wynik finału     |
| ------------- | -- | ---------------- | -------------------------- | ------------ | ------------------ | ------------------------------------ | ---------------- |
| Zwycięzca     | 1. | 4 lipca 1998     | Wimbledon, Londyn          | Trawiasta    | Serena Williams    | Mirjana Lučić Mahesh Bhupathi        | 6:4, 6:4         |
| Zwycięzca     | 2. | 12 września 1998 | US Open, Nowy Jork         | Twarda       | Serena Williams    | Lisa Raymond Patrick Galbraith       | 6:2, 6:2         |
| Finalista     | 1. | 30 stycznia 1999 | Australian Open, Melbourne | Twarda       | Serena Williams    | Mariaan de Swardt David Adams        | 4:6, 6:4, 6:7(5) |
| Finalista     | 2. | 9 września 2000  | US Open, Nowy Jork         | Twarda       | Anna Kurnikowa     | Arantxa Sánchez Vicario Jared Palmer | 4:6, 3:6         |
| Finalista     | 3. | 27 stycznia 2007 | Australian Open, Melbourne | Twarda       | Wiktoryja Azaranka | Jelena Lichowcewa Daniel Nestor      | 4:6, 4:6         |
| Zwycięzca     | 3. | 8 września 2007  | US Open, Nowy Jork         | Twarda       | Wiktoryja Azaranka | Meghann Shaughnessy Leander Paes     | 6:4, 7:6(6)      |
| Zwycięzca     | 4. | 4 sierpnia 2012  | Londyn                     | Trawiasta    | Wiktoryja Azaranka | Laura Robson Andy Murray             | 2:6, 6:3, 10–8   |
| Zwycięzca     | 5. | 6 września 2013  | US Open, Nowy Jork         | Twarda       | Andrea Hlaváčková  | Abigail Spears Santiago González     | 7:6(5), 6:3      |
| Finalista     | 4. | 6 lipca 2014     | Wimbledon, Londyn          | Twarda       | Chan Hao-ching     | Samantha Stosur Nenad Zimonjić       | 4:6, 2:6         |

#### Gra podwójna (52–46)
| Końcowy wynik | Nr  | Data                 | Turniej                    | Nawierzchnia    | Partner                | Przeciwnicy                          | Wynik finału          |
| ------------- | --- | -------------------- | -------------------------- | --------------- | ---------------------- | ------------------------------------ | --------------------- |
| Zwycięzca     | 1.  | 2 lutego 1997        | Szanghaj                   | Dywanowa (hala) | Kevin Ullyett          | Tomas Nydahl Stefano Pescosolido     | 7:6, 6:7, 7:5         |
| Finalista     | 1.  | 5 października 1997  | Tuluza                     | Twarda (hala)   | Jean-Philippe Fleurian | Jacco Eltingh Paul Haarhuis          | 3:6, 6:7              |
| Finalista     | 2.  | 12 kwietnia 1998     | Ćennaj                     | Twarda          | Olivier Delaître       | Leander Paes Mahesh Bhupathi         | 7:6, 3:6, 2:6         |
| Zwycięzca     | 2.  | 7 lutego 1999        | Marsylia                   | Twarda (hala)   | Andriej Olchowski      | David Adams Pavel Vízner             | 7:5, 7:6(7)           |
| Zwycięzca     | 3.  | 7 marca 1999         | Kopenhaga                  | Dywanowa (hala) | Andriej Olchowski      | Marc-Kevin Goellner David Prinosil   | 6:7(5), 7:6(4), 6:1   |
| Zwycięzca     | 4.  | 7 marca 1999         | Delray Beach               | Ceglana         | Nenad Zimonjić         | Doug Flach Brian MacPhie             | 7:6(3), 3:6, 6:3      |
| Zwycięzca     | 5.  | 17 października 1999 | Singapur                   | Twarda (hala)   | Eric Taino             | Todd Woodbridge Mark Woodforde       | 6:3, 6:4              |
| Zwycięzca     | 6.  | 9 stycznia 2000      | Ad-Dauha                   | Twarda          | Mark Knowles           | Alex O’Brien Jared Palmer            | 6:3, 6:4              |
| Finalista     | 3.  | 7 maja 2000          | Monachium                  | Ceglana         | Nenad Zimonjić         | David Adams John-Laffnie de Jager    | 4:6, 4:6              |
| Finalista     | 4.  | 20 sierpnia 2000     | Indianapolis               | Twarda          | Jonas Björkman         | Lleyton Hewitt Sandon Stolle         | 2:6, 6:3, 3:6         |
| Zwycięzca     | 7.  | 8 września 2000      | US Open, Nowy Jork         | Twarda          | Lleyton Hewitt         | Ellis Ferreira Rick Leach            | 6:4, 5:7, 7:6(5)      |
| Zwycięzca     | 8.  | 19 listopada 2000    | Paryż                      | Dywanowa (hala) | Nicklas Kulti          | Paul Haarhuis Daniel Nestor          | 6:4, 7:5              |
| Finalista     | 5.  | 17 czerwca 2001      | Halle                      | Trawiasta       | Patrick Rafter         | Daniel Nestor Sandon Stolle          | 4:6, 7:6(5), 1:6      |
| Zwycięzca     | 9.  | 7 października 2001  | Moskwa                     | Dywanowa (hala) | Sandon Stolle          | Mahesh Bhupathi Jeff Tarango         | 6:3, 6:0              |
| Zwycięzca     | 10. | 21 października 2001 | Stuttgart                  | Twarda (hala)   | Sandon Stolle          | Ellis Ferreira Jeff Tarango          | 7:6, 7:6(4)           |
| Finalista     | 6.  | 3 lutego 2002        | Mediolan                   | Dywanowa (hala) | Julien Boutter         | Karsten Braasch Andriej Olchowski    | 6:3, 6:7(5), 10–12    |
| Finalista     | 7.  | 17 lutego 2002       | Marsylia                   | Twarda (hala)   | Julien Boutter         | Arnaud Clément Nicolas Escudé        | 4:6, 3:6              |
| Zwycięzca     | 11. | 24 lutego 2002       | Rotterdam                  | Twarda (hala)   | Roger Federer          | Mark Knowles Daniel Nestor           | 4:6, 6:3, 10–4        |
| Finalista     | 8.  | 17 marca 2002        | Indian Wells               | Twarda          | Roger Federer          | Mark Knowles Daniel Nestor           | 4:6, 4:6              |
| Finalista     | 9.  | 16 czerwca 2002      | Londyn (Queen’s)           | Trawiasta       | Mahesh Bhupathi        | Wayne Black Kevin Ullyett            | 5:7, 3:6              |
| Finalista     | 10. | 11 sierpnia 2002     | Cincinnati                 | Twarda          | Mahesh Bhupathi        | James Blake Todd Martin              | 5:7, 3:6              |
| Finalista     | 11. | 18 sierpnia 2002     | Indianapolis               | Twarda          | Mahesh Bhupathi        | Mark Knowles Daniel Nestor           | 6:7(4), 7:6(5), 4:6   |
| Zwycięzca     | 12. | 7 września 2002      | US Open, Nowy Jork         | Twarda          | Mahesh Bhupathi        | Jiří Novák Radek Štěpánek            | 6:3, 3:6, 6:4         |
| Zwycięzca     | 13. | 6 października 2002  | Moskwa                     | Dywanowa (hala) | Roger Federer          | Joshua Eagle Sandon Stolle           | 6:4, 7:6              |
| Finalista     | 12. | 20 października 2002 | Madryt                     | Twarda (hala)   | Mahesh Bhupathi        | Mark Knowles Daniel Nestor           | 3:6, 5:7, 0:6         |
| Finalista     | 13. | 5 stycznia 2003      | Adelaide                   | Twarda          | Jeff Morrison          | Jeff Coetzee Chris Haggard           | 6:2, 4:6, 6:7(7)      |
| Finalista     | 14. | 23 lutego 2003       | Rotterdam                  | Twarda (hala)   | Roger Federer          | Wayne Arthurs Paul Hanley            | 6:7(4), 2:6           |
| Zwycięzca     | 14. | 30 marca 2003        | Miami                      | Twarda          | Roger Federer          | Leander Paes David Rikl              | 7:5, 6:3              |
| Zwycięzca     | 15. | 13 kwietnia 2003     | Estoril                    | Ceglana         | Mahesh Bhupathi        | Lucas Arnold Ker Mariano Hood        | 6:1, 6:2              |
| Zwycięzca     | 16. | 20 kwietnia 2003     | Monte Carlo                | Ceglana         | Mahesh Bhupathi        | Michaël Llodra Fabrice Santoro       | 6:4, 3:6, 7:6(6)      |
| Finalista     | 15. | 19 maja 2003         | Hamburg                    | Ceglana         | Mahesh Bhupathi        | Mark Knowles Daniel Nestor           | 4:6, 6:7(10)          |
| Finalista     | 16. | 15 czerwca 2003      | Londyn (Queen’s)           | Trawiasta       | Mahesh Bhupathi        | Mark Knowles Daniel Nestor           | 7:5, 4:6, 6:7(3)      |
| Finalista     | 17. | 5 lipca 2003         | Wimbledon, Londyn          | Trawiasta       | Mahesh Bhupathi        | Jonas Björkman Todd Woodbridge       | 6:3, 3:6, 6:7(4), 3:6 |
| Zwycięzca     | 17. | 10 sierpnia 2003     | Montreal                   | Twarda          | Mahesh Bhupathi        | Jonas Björkman Todd Woodbridge       | 6:3, 7:6(4)           |
| Zwycięzca     | 18. | 5 października 2003  | Moskwa                     | Dywanowa (hala) | Mahesh Bhupathi        | Wayne Black Kevin Ullyett            | 6:3, 7:5              |
| Finalista     | 18. | 12 października 2003 | Wiedeń                     | Twarda (hala)   | Mahesh Bhupathi        | Yves Allegro Roger Federer           | 6:7(7), 5:7           |
| Zwycięzca     | 19. | 19 października 2003 | Madryt                     | Twarda (hala)   | Mahesh Bhupathi        | Wayne Black Kevin Ullyett            | 6:2, 2:6, 6:3         |
| Zwycięzca     | 20. | 9 maja 2004          | Rzym                       | Ceglana         | Mahesh Bhupathi        | Wayne Arthurs Paul Hanley            | 2:6, 6:3, 6:4         |
| Finalista     | 19. | 1 sierpnia 2004      | Toronto                    | Twarda          | Jonas Björkman         | Mahesh Bhupathi Leander Paes         | 4:6, 2:6              |
| Zwycięzca     | 21. | 7 marca 2005         | Miami                      | Twarda          | Jonas Björkman         | Wayne Black Kevin Ullyett            | 6:1, 6:2              |
| Zwycięzca     | 22. | 15 maja 2005         | Hamburg                    | Ceglana         | Jonas Björkman         | Michaël Llodra Fabrice Santoro       | 4:6, 7:6(2), 7:6(3)   |
| Zwycięzca     | 23. | 5 czerwca 2005       | French Open, Paryż         | Ceglana         | Jonas Björkman         | Bob Bryan Mike Bryan                 | 2:6, 6:1, 6:4         |
| Finalista     | 20. | 12 czerwca 2005      | Londyn (Queen’s)           | Trawiasta       | Jonas Björkman         | Bob Bryan Mike Bryan                 | 6:7(9), 6:7(4)        |
| Zwycięzca     | 24. | 21 sierpnia 2005     | Cincinnati                 | Twarda          | Jonas Björkman         | Wayne Black Kevin Ullyett            | 7:6(3), 6:2           |
| Finalista     | 21. | 11 września 2005     | US Open, Nowy Jork         | Twarda          | Jonas Björkman         | Bob Bryan Mike Bryan                 | 1:6, 4:6              |
| Zwycięzca     | 25. | 16 października 2005 | Moskwa                     | Dywanowa (hala) | Michaił Jużny          | Igor Andriejew Nikołaj Dawydienko    | 6:1, 6:1              |
| Finalista     | 22. | 30 października 2005 | Petersburg                 | Dywanowa (hala) | Jonas Björkman         | Julian Knowle Jürgen Melzer          | 6:4, 5:7, 5:7         |
| Zwycięzca     | 26. | 8 stycznia 2006      | Ad-Dauha                   | Twarda          | Jonas Björkman         | Christophe Rochus Olivier Rochus     | 2:6, 6:3, 10–8        |
| Zwycięzca     | 27. | 26 marca 2006        | Miami                      | Twarda          | Jonas Björkman         | Bob Bryan Mike Bryan                 | 6:4, 6:4              |
| Zwycięzca     | 28. | 23 kwietnia 2006     | Monte Carlo                | Ceglana         | Jonas Björkman         | Fabrice Santoro Nenad Zimonjić       | 6:2, 7:6(2)           |
| Zwycięzca     | 29. | 11 czerwca 2006      | French Open, Paryż         | Ceglana         | Jonas Björkman         | Bob Bryan Mike Bryan                 | 6:7(5), 6:4, 7:5      |
| Finalista     | 23. | 18 czerwca 2006      | Londyn (Queen’s)           | Trawiasta       | Jonas Björkman         | Paul Hanley Kevin Ullyett            | 4:6, 6:3, 8–10        |
| Zwycięzca     | 30. | 23 lipca 2006        | Stuttgart                  | Ceglana         | Gastón Gaudio          | Yves Allegro Robert Lindstedt        | 7:5, 6:7(1), 12–10    |
| Zwycięzca     | 31. | 20 sierpnia 2006     | Cincinnati                 | Twarda          | Jonas Björkman         | Bob Bryan Mike Bryan                 | 3:6, 6:3, 10–7        |
| Finalista     | 24. | 10 września 2006     | US Open, Nowy Jork         | Twarda          | Jonas Björkman         | Martin Damm Leander Paes             | 7:6(5), 4:6, 3:6      |
| Zwycięzca     | 32. | 19 listopada 2006    | Szanghaj                   | Twarda (hala)   | Jonas Björkman         | Mark Knowles Daniel Nestor           | 6:2, 6:4              |
| Finalista     | 25. | 28 stycznia 2007     | Australian Open, Melbourne | Twarda          | Jonas Björkman         | Bob Bryan Mike Bryan                 | 5:7, 5:7              |
| Zwycięzca     | 33. | 14 października 2007 | Sztokholm                  | Twarda (hala)   | Jonas Björkman         | Arnaud Clément Michaël Llodra        | 6:4, 6:4              |
| Zwycięzca     | 34. | 17 lutego 2008       | Delray Beach               | Twarda          | Jamie Murray           | Bob Bryan Mike Bryan                 | 6:4, 3:6, 10–6        |
| Zwycięzca     | 35. | 12 października 2008 | Wiedeń                     | Twarda (hala)   | Andy Ram               | Philipp Petzschner Alexander Peya    | 6:1, 7:5              |
| Finalista     | 26. | 26 października 2008 | Petersburg                 | Twarda (hala)   | Rohan Bopanna          | Travis Parrott Filip Polášek         | 6:3, 6:7(4), 8–10     |
| Finalista     | 27. | 22 marca 2009        | Indian Wells               | Twarda          | Andy Ram               | Mardy Fish Andy Roddick              | 6:3, 1:6, 12–14       |
| Zwycięzca     | 36. | 5 kwietnia 2009      | Miami                      | Twarda          | Andy Ram               | Ashley Fisher Stephen Huss           | 6:7(4), 6:2, 10–7     |
| Finalista     | 28. | 16 sierpnia 2009     | Montreal                   | Twarda          | Andy Ram               | Mahesh Bhupathi Mark Knowles         | 4:6, 3:6              |
| Finalista     | 29. | 29 listopada 2009    | Londyn                     | Twarda (hala)   | Andy Ram               | Bob Bryan Mike Bryan                 | 6:7(5), 3:6           |
| Finalista     | 30. | 4 kwietnia 2010      | Miami                      | Twarda          | Mahesh Bhupathi        | Lukáš Dlouhý Leander Paes            | 2:6, 5:7              |
| Finalista     | 31. | 18 kwietnia 2010     | Monte Carlo                | Ceglana         | Mahesh Bhupathi        | Daniel Nestor Nenad Zimonjić         | 3:6, 0:2 krecz        |
| Finalista     | 32. | 22 sierpnia 2010     | Cincinnati                 | Twarda          | Mahesh Bhupathi        | Bob Bryan Mike Bryan                 | 3:6, 4:6              |
| Finalista     | 33. | 7 listopada 2010     | Walencja                   | Twarda (hala)   | Mahesh Bhupathi        | Andy Murray Jamie Murray             | 6:7(8), 7:5, 7–10     |
| Zwycięzca     | 37. | 14 listopada 2010    | Paryż                      | Twarda (hala)   | Andy Ram               | Mark Knowles Andy Ram                | 7:5, 7:5              |
| Finalista     | 34. | 28 listopada 2010    | Londyn                     | Twarda (hala)   | Mahesh Bhupathi        | Daniel Nestor Nenad Zimonjić         | 6:7(5), 4:6           |
| Zwycięzca     | 38. | 20 lutego 2011       | Memphis                    | Twarda (hala)   | Daniel Nestor          | Eric Butorac Jean-Julien Rojer       | 6:2, 6:7(6), 10–3     |
| Finalista     | 35. | 3 kwietnia 2011      | Miami                      | Twarda          | Daniel Nestor          | Mahesh Bhupathi Leander Paes         | 7:6(5), 2:6, 5–10     |
| Zwycięzca     | 39. | 4 czerwca 2011       | French Open, Paryż         | Ceglana         | Daniel Nestor          | Juan Sebastián Cabal Eduardo Schwank | 7:6(3), 3:6, 6:4      |
| Zwycięzca     | 40. | 16 października 2011 | Szanghaj                   | Twarda          | Daniel Nestor          | Michaël Llodra Nenad Zimonjić        | 3:6, 6:1, 12–10       |
| Finalista     | 36. | 30 października 2011 | Wiedeń                     | Twarda (hala)   | Daniel Nestor          | Bob Bryan Mike Bryan                 | 6:7(10), 3:6          |
| Finalista     | 37. | 6 listopada 2011     | Bazylea                    | Twarda (hala)   | Daniel Nestor          | Michaël Llodra Nenad Zimonjić        | 4:6, 5:7              |
| Zwycięzca     | 41. | 27 listopada 2011    | Londyn                     | Twarda (hala)   | Daniel Nestor          | Mariusz Fyrstenberg Marcin Matkowski | 7:5, 6:3              |
| Zwycięzca     | 42. | 8 stycznia 2012      | Brisbane                   | Twarda          | Daniel Nestor          | Jürgen Melzer Philipp Petzschner     | 6:1, 6:2              |
| Zwycięzca     | 43. | 26 lutego 2012       | Memphis                    | Twarda (hala)   | Daniel Nestor          | Ivan Dodig Marcelo Melo              | 4:6, 7:5, 10–7        |
| Finalista     | 38. | 1 kwietnia 2012      | Miami                      | Twarda          | Daniel Nestor          | Leander Paes Radek Štěpánek          | 6:3, 1:6, 8–10        |
| Finalista     | 39. | 22 kwietnia 2012     | Monte Carlo                | Ceglana         | Daniel Nestor          | Bob Bryan Mike Bryan                 | 2:6, 3:6              |
| Zwycięzca     | 44. | 9 czerwca 2012       | French Open, Paryż         | Ceglana         | Daniel Nestor          | Bob Bryan Mike Bryan                 | 6:4, 6:4              |
| Zwycięzca     | 45. | 17 czerwca 2012      | Londyn (Queen’s)           | Trawiasta       | Daniel Nestor          | Bob Bryan Mike Bryan                 | 6:3, 6:4              |
| Finalista     | 40. | 12 stycznia 2013     | Sydney                     | Twarda          | Horia Tecău            | Bob Bryan Mike Bryan                 | 4:6, 4:6              |
| Finalista     | 41. | 3 marca 2013         | Delray Beach               | Twarda          | Horia Tecău            | James Blake Jack Sock                | 4:6, 4:6              |
| Zwycięzca     | 46. | 28 kwietnia 2013     | Bukareszt                  | Ceglana         | Horia Tecău            | Lukáš Dlouhý Oliver Marach           | 4:6, 6:4, 10–6        |
| Zwycięzca     | 47. | 22 czerwca 2013      | 's-Hertogenbosch           | Trawiasta       | Horia Tecău            | Andre Begemann Martin Emmrich        | 6:3, 7:6(4)           |
| Zwycięzca     | 48. | 6 października 2013  | Pekin                      | Twarda          | Horia Tecău            | Fabio Fognini Andreas Seppi          | 6:4, 6:2              |
| Finalista     | 42. | 1 marca 2014         | Acapulco                   | Twarda          | Feliciano López        | Kevin Anderson Matthew Ebden         | 3:6, 3:6              |
| Finalista     | 43. | 1 listopada 2015     | Walencja                   | Twarda (hala)   | Feliciano López        | Eric Butorac Scott Lipsky            | 6:7(4), 3:6           |
| Zwycięzca     | 49. | 27 lutego 2016       | Acapulco                   | Twarda          | Treat Huey             | Philipp Petzschner Alexander Peya    | 7:6(5), 6:3           |
| Finalista     | 44. | 26 lutego 2017       | Delray Beach               | Twarda          | Treat Huey             | Raven Klaasen Rajeev Ram             | 5:7, 5:7              |
| Zwycięzca     | 50. | 22 października 2017 | Moskwa                     | Twarda (hala)   | Philipp Oswald         | Damir Džumhur Antonio Šančić         | 6:3, 7:5              |
| Finalista     | 45. | 13 stycznia 2018     | Auckland                   | Twarda          | Philipp Oswald         | Oliver Marach Mate Pavić             | 4:6, 7:5, 7–10        |
| Zwycięzca     | 51. | 18 lutego 2018       | Nowy Jork                  | Twarda (hala)   | Philipp Oswald         | Wesley Koolhof Artem Sitak           | 6:4, 4:6, 10–6        |
| Zwycięzca     | 52. | 15 kwietnia 2018     | Houston                    | Ceglana         | Philipp Oswald         | Andre Begemann Antonio Šančić        | 6:7(2), 6:4, 11–9     |
| Finalista     | 46. | 21 października 2018 | Moskwa                     | Twarda (hala)   | Philipp Oswald         | Austin Krajicek Rajeev Ram           | 6:7(4), 4:6           |